# Iwan Kłymyszyn
Iwan Kłymyszyn pseud. Kruk (ur. 1918 w Wereszczakach koło Łanowiec, zm. 7 maja 1944) – oficer Ukraińskiej Powstańczej Armii.
Urodził się w biednej rodzinie chłopskiej. Ukończył szkołę podstawową w rodzinnej miejscowości, a następnie szkołę zawodową w Wiśniowcu. W 1936 wstąpił do Organizacji Ukraińskich Nacjonalistów i został jej aktywistą. W 1938 został aresztowany przez polską policję i skazany, odsiadywał wyrok w więzieniu w Krzemieńcu, następnie skierowany został do obozu w Berezie Kartuskiej. Z obozu wydostał się podczas kampanii wrześniowej.
W 1941 ukończył szkołę oficerską im. płk. Konowalca. Następnie był członkiem grup pochodnych OUN.
Był twórcą oddziałów UPA w rejonie Krzemieńca, dowódcą sotni, następnie kurenia krzemienieckiego, wreszcie dowódcą grupy UPA-Południe. Jego oddział prowadził eksterminację Polaków w powiecie krzemienieckim. Zginął w walce z wojskami NKWD.
W 1948 UHWR awansowała go pośmiertnie do stopnia porucznika i odznaczyła Złotym Krzyżem Bojowej Zasługi II klasy.